# Sky Pilots
Sky Pilots is een Nederlandse popgroep uit Amsterdam.

## Ontstaansgeschiedenis
Sky Pilots werd in 2013 opgericht door toetsenist Matthijs van Duijvenbode, die eerder speelde bij onder andere Johan, Do-The-Undo, Tim Knol en Douwe Bob Posthuma. Hij vroeg voor de band veteraan Robin Berlijn, die onder andere bekendheid verwierf als gitarist van Fatal Flowers, Ellen ten Damme, Kane en zijn eigen project 13. De basgitarist van de band werd Mano Hollestelle. Als drummer vroeg van Duijvenbode Kees Schaper, waarmee hij al eerder speelde in de bands van Tim Knol en Douwe Bob Posthuma. De band is vernoemd naar het nummer Sky Pilot van Eric Burdon en The Animals uit 1968.
In de zomer van 2013 kwam het viertal tezamen in een verlaten landhuis in Friesland. Hier nam de band haar eerste album op. Eind 2013 gaven ze enkele kleine optredens, in de aanloop naar het officiële podiumdebuut in januari 2014 op het festival Noorderslag in Groningen. Op 7 april 2014 verscheen het debuutalbum op V2 Records. De eerste single was Only when it rains. Hierna volgde een clubtour.
Na de clubtour richtten de bandleden zich weer op andere projecten. Van Duijvenbode voegde zich weer bij de begeleidingsband van Douwe Bob waarmee hij het album Pass it on opnam en naar het Eurovisiesongfestival 2016 ging. Robin Berlijn verving oprichtend lid Phil Tilli bij de band Moke. Kees Schaper richtte met Tim Knol de garagerockband The Miseries op en voegde zich later bij de begeleidingsbands van Jett Rebel en Yorick van Norden.

## Discografie
- Sky Pilots (2014, V2 Records)